# Szomáli dikdik
A szomáli dikdik (Madoqua piacentinii) az emlősök (Mammalia) osztályának párosujjú patások (Artiodactyla) rendjébe, ezen belül a tülkösszarvúak (Bovidae) családjába és az antilopformák (Antilopinae) alcsaládjába tartozó faj.

## Előfordulása
Eredetileg csak Szomália középső részének tengerparti sávjából ismerték, ahol az Indiai-óceántól legfeljebb tíz kilométeres távolságig fordul elő. Az új évezred első éveiben azonban Etiópia délkeleti régiójában, Ogadenben is felfedezték a Shebelle és időszakos mellékfolyói völgyében. A tengerparti szomáli dikdikek homokos talajon, hűs és párás tengeri szélnek kitett sűrű bozótosokban élnek, az etiópiai állomány pedig balzsamfák és akáciák alkotta tüskés bozóthoz kötődik.

## Megjelenése
A fej-testhossza 45-50 centiméter, marmagassága 30-33 centiméter és testtömege körülbelül 2-3 kilogramm. A legkisebb a dikdikek között.

## Természetvédelmi helyzete
Az ezredfordulón, az etiópiai állomány felfedezése előtt harmincezresre becsülték a faj állományát, de a szomáliai polgárháború következtében biztosra vehető, hogy azóta csökkent a szomáli dikdikek száma a tengerparti élőhelyek zavarása és a fegyverek elterjedése következtében. Bőre kedvelt kézműipari alapanyag, emiatt is vadásszák. A kaotikus viszonyok miatt azonban nem állnak rendelkezésre az állományról, így a Természetvédelmi Világszövetség nem értékelte a faj helyzetét. A szomáli dikdik élőhelyén egyik országban sincsenek természetvédelmi területek, és fogságban sem tartanak ilyen állatokat, noha a felsoroltak rendkívüli fontosságúak lehetnek a faj megőrzésében.